# Tlacultetl
Tlacultetl – w mitologii azteckiej bóg seksualności. 
Tlacultetl niekiedy uważany jest za męski odpowiednik bogini seksualności Xochiquetzal.